# Vince DiCola
Vince DiCola (Lancaster, 11 novembre 1957) è un compositore, tastierista e arrangiatore statunitense, noto per il suo lavoro sulle colonne sonore di Transformers: The Movie, Staying Alive e Rocky IV. DiCola ha anche sperimentato l'uso del sequencer nella registrazione della colonna sonora di Rocky IV, uno dei primi a sfruttare il Fairlight CMI e il Synclavier II per le capacità di sequenziamento del computer.

## Biografia
Vincent Louis DiCola nacque in Pennsylvania da genitori italo-americani. Dopo la specializzazione in percussioni al college, iniziò la sua carriera musicale una volta trasferitosi in California nel 1981. Uno dei suoi primi lavori come session man è stato durante la sua performance sul sintetizzatore negli album di Juice Newton Dirty Looks e Old Flame pubblicati rispettivamente nel 1983 e nel 1985. La sua prima grande occasione giunse quando venne scelto per scrivere alcune canzoni della colonna sonora del film Staying Alive (1983) insieme a Frank Stallone. In seguito al suo lavoro sul film venne chiamato da Sylvester Stallone per scrivere la partitura originale per Rocky IV (1985), seguita da Transformers: The Movie (1986). Da allora è attivo come produttore, compositore e musicista nonché membro di diversi gruppi musicali, e continua a lavorare come turnista e collaboratore di colonne sonore.
DiCola ha citato gli Yes e Emerson, Lake & Palmer tra le sue più grandi influenze nella musica rock progressiva. Ammira anche i compositori Thomas Newman, John Powell e Jerry Goldsmith.

## Premi
Nel 1983, DiCola è stato co-candidato per il Miglior Album di una colonna sonora originale scritta per cinema o televisione ovvero nello Special Grammy per la co-scrittura della colonna sonora del film Staying Alive, nonostante la scarsa ricezione critica del film. Ha anche ricevuto una nomination al Golden Globe nella sezione Best Original Song - Motion Picture per la canzone "Far from Over", che ha scritto con Frank Stallone per lo stesso film.
Ha ricevuto un premio Golden Raspberry Award nel 1986 per il suo lavoro nella colonna sonora di Rocky IV. La canzone "The Touch" dalla colonna sonora di Transformers ha fruttato a DiCola un Apex award nel 1986 come migliore musica originale - Fantasy/Fantascienza/Horror.

## Transformers
DiCola ha ottenuto molti riconoscimenti grazie al suo lavoro per Transformers: The Movie, che ha portato all'uscita di diversi album legati al film, a partire dalla pubblicazione della colonna sonora originale nel 1986.
Dapprima pubblicata come esclusiva al BotCon '97, e successivamente come "Till Are the one", un set di 2 CD che contiene la prima partitura del film. BotCon 2001 ha visto l'uscita di The Protoform Sessions (dotato di demo e rarità, compreso il commento esteso di DiCola). Il successivo  Artistic Transformations: Themes and Variations, conteneva interpretazioni soliste per pianoforte di brani dalla colonna sonora, oltre ad un'altra partitura completa su un unico disco di nome Lighting Their Darkest Hour.
È stato ospite a vari convegni sui Transformers, incluse apparizioni a BotCon'97, BotCon'98, BotCon 2000, e alla The Official Transformers Collectors Convention 2004 a Rosemont, Illinois.
Un'intervista con DiCola è stata inclusa nella DVD The Transformers: The Movie pubblicato da Rhino Entertainment nel 2000, tuttavia, questa intervista non è presente in 20th Anniversary Edition messo in commercio da Sony e BMG nel 2006.

## Solista
DiCola ha pubblicato il suo primo lavoro da solista nel 1986, un album intitolato semplicemente Piano Solos. In seguito ha lavorato sia come arrangiatore ed esecutore di un progetto multi-artistico del 1991 chiamato Artfully Beatles, che lo ha portato a pubblicare Artistically Beatles, un album di dieci canzoni dei Beatles che ha arrangiato ed eseguito nel 1993.
Un album solista aggiuntivo chiamato Falling Off a Clef è stato pubblicato nel 2004. Nello stesso anno, ha completato la colonna sonora di Sci-Fighter, collaborando con il compositore Kenny Meriedeth. L'album Falling Off a Clef contiene sei nuovi brani Castle of the Gods suite, Alien March, Fallen Angel, FS#7, A. P.B., Castle of the Gods Variation)) oltre ad una selezione di 20 brani di Sci-Fighter.

## Discografia
- Rocky IV (Original Motion Picture Score) - 1985 (Intrada Records)
- Piano Solos - 1986 (Artful Balance Records)
- Artistically Beatles - 1993 (K-tel Records)
- In-Vince-Ible! - 2001
- Falling Off a Clef - 2004
- The Transformers: The Movie - 2013 (Intrada Records)
- Saturday Morning RPG Original Soundtrack - 2014 (Scarlet Moon Records)